# Speocera indulgens
Speocera indulgens là một loài nhện trong họ Ochyroceratidae. Loài này phân bố ở Celebes.